# Лозинський Сергій Михайлович
Сергій Михайлович Лозинський (рос. Лозинский, Сергей Михайлович; нар. 2 серпня 1914 — пом. 22 серпня 1985) — радянський математик і педагог. Доктор фізико-математичних наук (1944), професор (1946). Заслужений діяч науки і техніки РРФСР (1966).

## Життєпис
Народився 2 серпня 1914 року. Син поета-перекладача М. Л. Лозинського.
Закінчив математико-механічний факультет (ЛДУ 1938) та аспірантуру (1940, учень академіків В. І. Смирнова і С. Н. Бернштейна).
У 1941—1942 учасник німецько-радянської війни (Ленінградський фронт).
З 1942 викладач вищої математики Ленінградської військово-повітряної академії (до 1944 в Йошкар-Олі). Доктор фізико-математичних наук (1944), професор (1946). У 1944—1977 начальник (з 1972 завідувач) кафедри вищої математики ЛВВКА. З 1977 р професор кафедри.
Близько 20 років працював за сумісництвом в Ленінградському державному університеті. У 1956—1960 завідував кафедрами математичного аналізу і диференціальних рівнянь ЛДУ.
З 1959 р віце-президент, з 1965 р президент Ленінградського математичного товариства.
Автор робіт по теорії функцій дійсної змінної, диференціальних рівнянь, функціонального аналізу, наближених і чисельних методів.
Заслужений діяч науки і техніки РРФСР (1966). Нагороджений орденами Червоної Зірки і Вітчизняної війни II ступеня, багатьма медалями.
Помер 22 серпня 1985 року.